# سید جواد ظهیرالاسلام

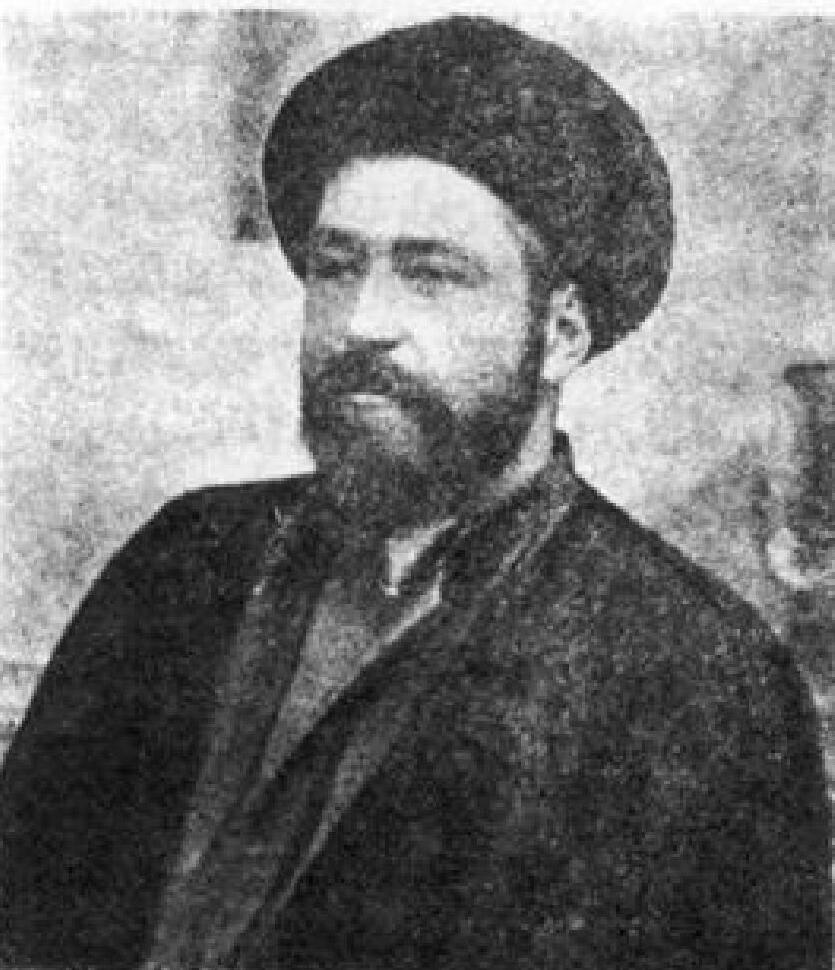
سید جواد ظهیرالاسلام

سید جواد ظهیرالاسلام (۱۲۶۳- یکم فروردین ۱۳۴۴) روحانی و سیاستمدار دوران قاجار و پهلوی بود. 
او پسر میرزا زین‌العابدین امام‌جمعه و ضیاءالسلطنه دختر ناصرالدین‌شاه بود. از مشاغل مهم او تولیت مسجد سپهسالار، تولیت آستان قدس رضوی و سناتور انتصابی تهران در دوره اول مجلس سنا بوده است.
احتکار گندم
در دوره مظفرالدین شاه قاجار با به وجود آمدن قحطی گسترده در کشور سید جواد ظهیرالاسلام یکی از افرادی بود که با احتکار گندم و گران فروشی آن ه قحطی و کمبود آن در کشور دامن می‌زد تا زمانی که امین السلطان صدراعظم مظفرالدین شاه مجلسی تحت عنوان مجلس انتظام نرخ تشکیل داده و یکی از تجار به نام آن زمان امین الضرب را به ریاست آن منصوب کرد.
امین‌الضرب با شهامت زیادی اقدام به انجام وظایف خود و مقابله با سران احتکار که از اشراف و علما بودند، کرد. مهم‌ترین آنها ظهیرالاسلام، امام جمعه تهران و از آن تعجب‌آورتر قوام‌الدوله وزیر گمرکات و عضو همین مجلس بود. امام جمعه جدا از مقام مذهبی خود، داماد ناصرالدین‌شاه و برادرزن مظفرالدین‌شاه بود. در نتیجه هیچ‌کس حتی حاکم تهران یا هیچ یک از وزرا، جرات نزدیک شدن به او و درخواست بیرون آوردن گندم‌های احتکار شده را نداشت. اما اولین فردی که امین‌الضرب به سراغش رفت امام جمعه بود. امین‌الضرب شخصا به خانه او رفت و از او خواست گندم‌هایی را که به قیمت هر خروار ۵۰ تومان می‌فروخت به ۱۰ تومان هر خروار به او بفروشد.
در طول ملاقات طولانی که تعدادی از اطرافیان امام جمعه نیز در آن حضور داشتند، وی از روی ادب به سخنان امین‌الضرب گوش داد، سپس پیشنهاد کرد که ابتدا سایر محتکران به این کار اقدام کنند. امین‌الضرب از قبول حرف او سرباز زد و گفت: «شما قدرتمندترین فرد در این شهر هستید. علت اینکه من اول سراغ گندم شما آمدم این است که شما می‌توانید سرمشقی برای دیگران باشید». چون امین‌الضرب رشوه‌های بالای ۱۰ هزار تومان را نیز نمی‌پذیرفت، از طرف دیگر امتناع امام جمعه از قبول طرح پیشنهادی در واقع به معنی اهانت کلی به اهداف دولت به حساب می‌آمد، ناچار امام جمعه با فروش گندم‌ها به قیمت ۱۰ تومان برای هر خروار موافقت کرد و به دنبال آن قوام‌الدوله و سایر محتکران نیز از او پیروی کردند. گندم به مقدار زیاد در اختیار نانوایی‌ها قرار گرفت و قیمت نان سقوط کرد و تقریبا معادل زمان قبل از احتکار گندم شد. در نتیجه قیمت سایر مواد غذایی همانند برنج و روغن و مواد ضروری مانند زغال سقوط کرد.[۲]